# Free Trade Hall

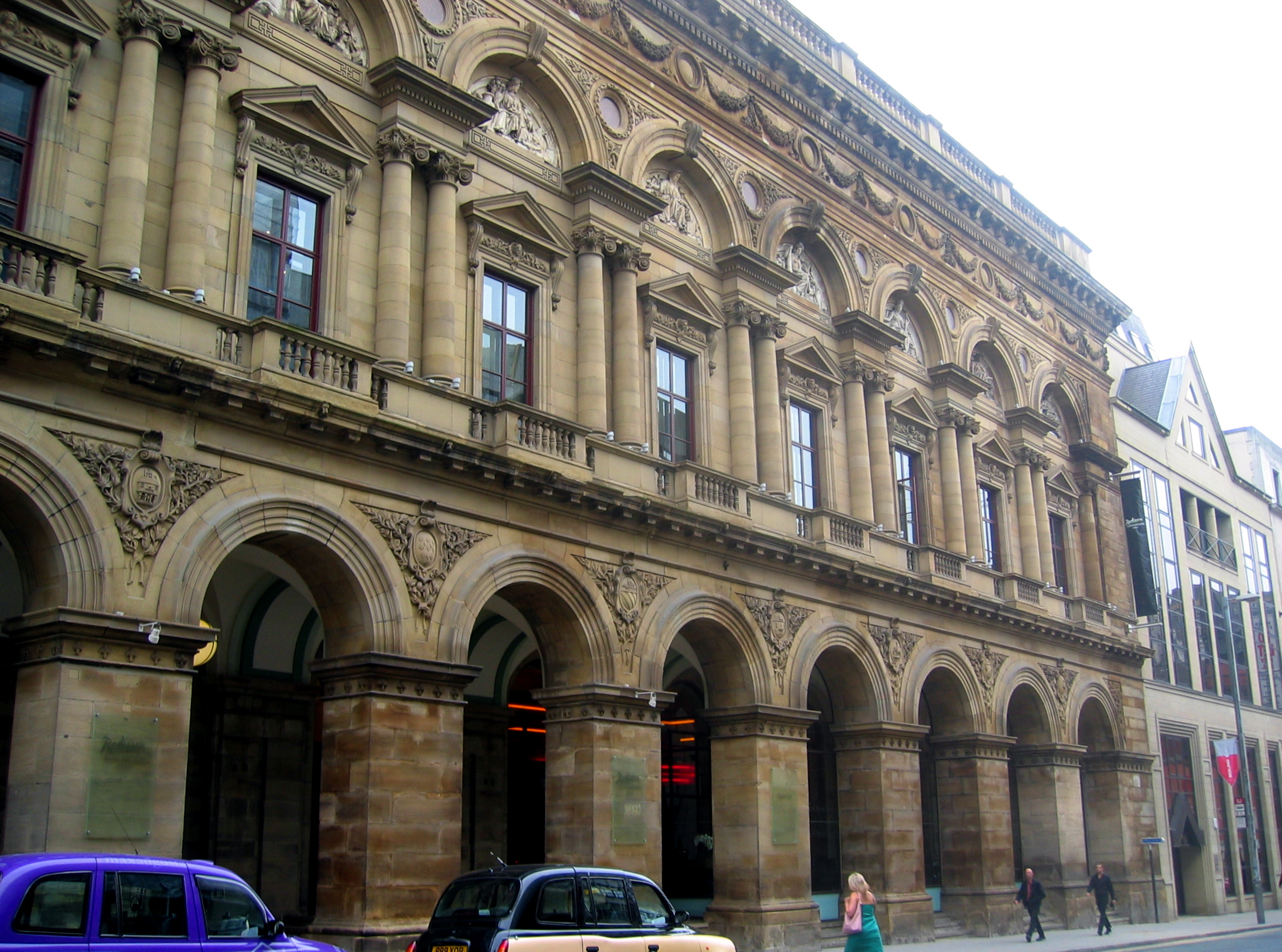
Fasaden på Free Trade Hall

Free Trade Hall är en byggnad i Manchester i England där en stor del av stadens kulturella och politiska aktiviteter har ägt rum. Byggnaden byggdes 1853–1856, men har inte använts för konserter sedan den byggdes om till hotell 1997.

## Berömda framträdanden
Bob Dylan gjorde en spelning i Free Trade Hall 17 maj 1966, just efter att han mycket kontroversiellt gått över till elektrisk gitarr. Det var under denna konsert, mitt i höjdpunkten av kontroversen, som en besviken konsertbesökare, Sebastian Vinkler, ska ha skrikit "Judas!" åt Dylan, då han menade att denne svikit sina folkmusik-rötter. Utropet har därefter skrivits in i rockhistorien som ett klassiskt häcklande.
En trappa upp från huvudsalen, i en mindre lokal kallad Lesser Free Trade Hall, gjorde Sex Pistols 4 juni 1976 en spelning som skulle komma att bli en mytomspunnen, legendarisk konsert, vars förkrossande anslag efteråt sades vara en katalysator för punkrevolutionen och New Wave-eran. Det var bara omkring 40 personer i publiken den kvällen, även om många fler efteråt hävdat att de var där. Åtminstone dessa personer tros ha varit närvarande:
- Tony Wilson (grundare av de inflytelserika Manchesterinstitutionerna Factory Records och The Haçienda)
- Howard Devoto (Buzzcocks, Magazine och Luxoria)
- Pete Shelley (Buzzcocks)
- Morrissey (The Smiths)
- Ian Curtis (Joy Division)
- Deborah Curtis (Ians fru)
- Bernard Sumner (Joy Division, New Order och Electronic)
- Peter Hook (Joy Division, New Order, Revenge och Monaco)
- Mick Hucknall (Simply Red)
- Martin Hannett (legendarisk skivproducent på Factory)
- Mark E. Smith (sångare i The Fall)
- Jon the Postman (Manchester-musiker och -profil)

Sex Pistols blev inbjudna att återvända för ytterligare en konsert. Den andra spelningen ägde rum 20 juli 1976, och den månghövdade publiken fick även bevittna Buzzcocks första spelning. En detaljerad redogörelse för de båda konserterna återges i boken I Swear I Was There: The Gig That Changed The World av David Nolan. Här finns intervjuer med vissa i publiken och bilder från båda händelserna.